# Temnoplectron reyi
Temnoplectron reyi là một loài bọ cánh cứng trong họ Bọ hung (Scarabaeidae).